# 富山市舞台芸術パーク
富山市舞台芸術パーク（とやましぶたいげいじゅつパーク）は、富山県富山市呉羽にある都市公園（総合公園）である。
本項目では、公園内に所在する付属施設である富山市民芸術創造センター（とやましみんげいじゅつそうぞうセンター）についても記述する。

## 沿革
東洋紡績呉羽工場跡地約11万m2にて整備された公園である。
1994年3月に舞台芸術パーク整備基本計画が策定され、同年6月に富山市民芸術センターが着工し（同年8月2日に桐朋学園大学富山キャンパスの誘致に合わせて建設開始）、1995年8月31日に完成。
1998年4月7日には富山市舞台芸術パーク振興協議会が発足し、同年10月17日より公園内で第1回とやま芸術パーク祭が開催された。
2002年度には入ってセンターの増築棟や緑地などの整備を終え、同年11月9日に完成式が挙行された。

## 公園概要
富山市民芸術創造センター
公園の中核を成す施設である。建物は1930年に建てられた旧東洋紡績呉羽工場の内部を全面改修している。広い空間や美しさを生かすためのこぎり屋根や柱、外壁は当時のものをそのまま利用している。鉄骨造り平屋一部2階建て、延べ面積は7,984 m2で、完成当時は創作練習専用施設としては全国最大規模であった。2002年9月30日には、練習室が増築されている。
円形芝生広場
風の大地
水の大地
散策の小径
記憶の庭
芸術の庭
ダイニング&カフェ呉音

## 周辺
- 桐朋学園富山キャンパス（桐朋学園大学院大学）[1]。
- 呉羽駅[1]